# 山口愛
山口愛（日语：／ Yamaguchi Megumi，1997年5月12日—），日本女演員、配音員。身高155cm。A型血。

## 人物簡介
向日葵劇團所屬，童星出身。暱稱。特長有唱歌、跳舞、繪畫。國中時期是桌球社、高中時期是舞蹈社所屬。

## 演出作品

### 電視劇
TBS電視網
- TBS
  - First Love（日语：First Love_(テレビドラマ)） 第9話（2002年6月12日）
  - 污穢之舌（日语：汚れた舌） 第4話（2005年5月5日）
  - 貞操問答（日语：貞操問答）（2005年10月17日－12月16日）－前川祥子
  - 詐欺獵人 第10、11話（2006年6月16日、23日）－水野真由
  - 萬引G-MEN 二階堂雪 (16)「美顏 魅力美容師」（日语：万引きGメン・二階堂雪）（2007年12月24日）－坂下瑠璃子〈少女時期〉

- CBC
  - 超人力霸王梅比斯 第28話（2006年10月14日）－幼少時期的天谷木之美

日本電視台
- 傳說中的夫人（日语：伝説のマダム） 第6話（2003年5月19日）－與哥哥迷路的少女
- 週二黃金劇場（日语：火曜ドラマゴールド）「美貌之雌 腦神經外科醫生 津山慶子（日语：美貌のメス 脳神経外科医・津山慶子）」（2007年2月13日）－望月真由美
- 京都地檢之女 (第4季)（日语：京都地検の女） 第1話（2007年10月25日）－福永麻紀

NHK
- 大河劇
  - 義經 第8回（2005年2月27日）－幼少時期的能子（日语：廊御方 (*平家)）
  - 平清盛（2012年）－桃李〈少女時期〉
- 連續電視小說
  - 戰鬥（日语：ファイト (テレビドラマ)） 第1週－第15週（2005年3月29日－7月7日）－木戶優〈幼年時期〉
  - 瞳（日语：瞳 (2008年のテレビドラマ)） 第20週－最終週（2008年8月16日－9月26日，NHK晨間連續電視小說）－境野涼子
- 第8話（2008年6月14日）－志帆

東京電視台
- 週三推理劇場9（日语：水曜ミステリー9）「復仇在我（日语：復讐するは我にあり#2007年版）」（2007年3月28日）－吉村知佳子
- 鈴木老師（2011年）－土田理沙
- 週三推理劇場9「女三代 如月法律事務所 (2) ～另一種真相～（日语：女三代 如月法律事務所）」（2013年2月6日）－里田真美

富士電視網
- 富士電視台
  - 毛骨悚然撞鬼經驗 夏季特別篇2007「靈魂通過的家」（2007年8月28日）－中川翔子〈幼年時期〉
  - 櫻桃小丸子 第15話（2007年8月9日）－西城春子〈幼年時期〉

- 東海電視台
  - （2008年11月26日－12月26日）－加賀見彩
  - （2009年）－神崎順子→森亞弓→宇田川亞弓

其它電視台
- 心魔大審判2（日语：スカイハイ (漫画)） 第2話（2004年1月23日，朝日電視台）－電視台的兒童演員

### 綜藝節目
- DOORS 2009嚴冬（日语：DOORS 2009厳冬）（2009年12月28日，TBS）

### 真人電影
2007年
- 惡女花魁（しげじ）
- 塵封筆記本（日语：クローズド・ノート）（水原君代）

2009年
- 男兒有淚不輕彈（靜香）

2011年
- 太平洋的奇蹟（馬場繪美子）

2014年
- 寄生獸

### 電視動畫
2008年
- 道子與哈金（露露）

2009年
- 東京地震8.0（日下部雛）
- 元氣媽媽（小雪）

2010年
- 料理偶像（智）

2016年
- 偶像學園STARS！（七倉小春）
- NEW GAME！（瀧本日富美[7][8]、宗次郎[9]）

2017年
- 不正經的魔術講師與禁忌教典（琳恩·特提斯）
- NEW GAME!!（瀧本日富美[10]）

2018年
- 伊藤潤二驚選集（女子）
- 多田君不戀愛（町娘、觀光客）
- Butlers～千年百年物語～（女學生）

2019年
- 川柳少女（女子D、遊樂園的人們、阿古、花火的朋友）
- 賢者之孫（琳恩·休斯[11][12]）
- 偶像活動 on Parade！（七倉小春）
- Z/X Code reunion（村正[13]、北河內行波）

2020年
- 戀愛小行星（真中藍[14][15]）

2021年
- ICHU偶像進行曲（心的粉絲）
- 偶像學園Planet！（常春藤睡美人）
- 奇蛋物語 Wonder Egg Priority（芙莉露）
- SELECTION PROJECT（幸田櫻）

2022年
- CUE!（宮路まほろ[16]）
- SLOW LOOP-女孩的釣魚慢活-（咲良）
- 孤獨搖滾！（學生、客人）

2023年
- 狩火之王（緋名子[17][18]）

2024年
- 狩火之王 第2期（緋名子[19]）
- 【我推的孩子】 第2期（女客人）

### 電影動畫
2008年
- 空中殺手 The Sky Crawlers（草薙瑞季）

2012年
- 彩虹螢火蟲 ～永遠的暑假～（日语：虹色ほたる 〜永遠の夏休み〜）（女孩子）

2016年
- 劇場版 偶像學園STARS！（七倉小春）

### 遊戲
2016年
- 偶像學園STARS！My SpecialAppeal（七倉小春）
- 偶像學園STARS！Photo on Stage!!（七倉小春）

2017年
- NEW GAME！ -THE CHALLENGE STAGE！-（瀧本日富美[20]）
- 戰國明日香ZERO（瀧本日富美）
- 少女與戰車 戰車道大作戰！（瀧本一二三）
- 閃耀幻想曲（瀧本日富美[21]）

2019年
- CUE！（日语：CUE!）（宮路真幌[22]）

### 廣播劇CD
2016年
- 電視動畫「NEW GAME！」廣播劇CD（瀧本日富美[23]）

2017年
- 劇場版 偶像學園STARS！原聲廣播劇CD（七倉小春）

2018年
- 電視動畫／Data Carddass『Aikatsu！偶像活動！』&『偶像學園STARS！』特別廣播劇CD（七倉小春）

### 外語配音
※作品依英文名稱及英文原名排序。

#### 電影
2008年
- 曼哈頓奇緣

2012年
- 雨果（Isabelle〈Chloë Moretz 飾演〉）
- 別怕黑（英语：Don't Be Afraid of the Dark (2010 film）（Sally Hurst〈Bailee Madison 飾演〉）

2013年
- 小芽的奇幻人生（英语：The Odd Life of Timothy Green）（Joni Jerome〈Odeya Rush 飾演〉）

#### 電視影集
2011年
- 麵包王金卓求（申幼京〈柳真 飾演〉）

2012年
- 樹大根深（梨／丹兒〈申世景 飾演〉）

### 廣播節目
※記號表示說明網路廣播。
- RADIO NEW GAME！ ～飛鷹躍動的進度報告會！～（2017年，主持人〈每月交替〉，HiBiKi Radio Station（日语：HiBiKi Radio Station））
- 「戀愛小行星」★米菈與藍的KiRA KiRADIO◆（2020年1月－播放中，音泉）※

### 雜誌
- pure2

### 音樂錄影帶
- 曇快晴／矢野健太 starring Satoshi Ohno（2009年）

### 其它
- Hinabita♪（春日咲子）
- 溫泉女孩（修善寺透子[24]）
- 大福人

## 音樂作品

### 角色歌曲
| 發行日期 | CD標題                             | 名義                                       | 樂曲名稱                                                             | 商業                                                 |
| 2013年   | 2013年                             | 2013年                                     | 2013年                                                               | 2013年                                               |
| -------- | ---------------------------------- | ------------------------------------------ | -------------------------------------------------------------------- | ---------------------------------------------------- |
| 9月18日  | Hinabita♪ ORIGINAL SOUNDTRACK      | 日向美Bitter Sweets♪［春日子（山口愛）］   | 「。」 「。（練習@ver）」                                            | 《Hinabita♪》相關歌曲                                |
| 9月18日  | Hinabita♪ ORIGINAL SOUNDTRACK      | 日向美Bitter Sweets♪                       | 「凛花如 ～♪ edition～」                                             | 《Hinabita♪》相關歌曲                                |
| 2014年   |                                    |                                            |                                                                      |                                                      |
| 3月19日  | Bitter Sweet Girls！               | 日向美Bitter Sweets♪                       | 「滅至」                                                             | 《Hinabita♪》相關歌曲                                |
| 3月19日  | Bitter Sweet Girls！               | 日向美Bitter Sweets♪                       | 「紹介！」                                                           | 《Hinabita♪》相關歌曲                                |
| 2015年   |                                    |                                            |                                                                      |                                                      |
| 3月25日  | Chocolate Smile Girls!!            | 日向美Bitter Sweets♪                       | 「故知新！」                                                         | 《Hinabita♪》相關歌曲                                |
| 3月25日  | Chocolate Smile Girls!!            | 日向美Bitter Sweets♪                       | 「乙女繚 舞誇」                                                      | 《Hinabita♪》相關歌曲                                |
| 3月25日  | Chocolate Smile Girls!!            | 日向美Bitter Sweets♪、Coconatsu            | 「」                                                                 | 《Hinabita♪》相關歌曲                                |
| 2016年   |                                    |                                            |                                                                      |                                                      |
| 2月3日   | Five Drops 04 -pure grape- 春日子  | 日向美Bitter Sweets♪［春日子（山口愛）］   | 「漆」 「」 「空飛方」 「空言海 ～咲子edition～」                      | 《Hinabita♪》相關歌曲                                |
| 7月27日  | SAKURA SKIP                        | fourfolium                                 | 「SAKURA」                                                           | 電視動畫《NEW GAME！》片頭主題曲                     |
| 7月27日  | SAKURA SKIP                        | fourfolium                                 | 「Shake！」                                                          | 電視動畫《NEW GAME！》相關歌曲                       |
| 7月27日  | Now Loading!!!!                    | fourfolium                                 | 「Now Loading!!!!」                                                  | 電視動畫《NEW GAME！》片尾主題曲                     |
| 7月27日  | Now Loading!!!!                    | fourfolium                                 | 「！」                                                               | 電視動畫《NEW GAME！》相關歌曲                       |
| 10月26日 | NEW GAME！ 角色歌曲CD Lv.2         | 瀧本日富美（山口愛）                       | 「」                                                                 | 電視動畫《NEW GAME！》相關歌曲                       |
| 2017年   |                                    |                                            |                                                                      |                                                      |
| 2月8日   | Now Singing♪♪♪♪                    | fourfolium                                 | 「☆彡」                                                              | 遊戲《NEW GAME！ -THE CHALLENGE STAGE！-》片頭主題曲 |
| 2月8日   | Now Singing♪♪♪♪                    | fourfolium                                 | 「向上上↑↑↑↑」                                                       | 遊戲《NEW GAME！ -THE CHALLENGE STAGE！-》片尾主題曲 |
| 2月8日   | Now Singing♪♪♪♪                    | 瀧本日富美（山口愛）                       | 「Connect*」                                                         | 電視動畫《NEW GAME！》相關歌曲                       |
| 3月15日  | Home Sweet Home                    | 日向美Bitter Sweets♪                       | 「」                                                                 | 《Hinabita♪》相關歌曲                                |
| 3月15日  | Home Sweet Home                    | 日向美Bitter Sweets♪                       | 「今夜」                                                             | 《Hinabita♪》相關歌曲                                |
| 3月15日  | Home Sweet Home                    | 日向美Bitter Sweets♪                       | 「 ～Home Sweet Home edition～」                                     | 《Hinabita♪》相關歌曲                                |
| 7月26日  | STEP by STEP UP↑↑↑↑                | fourfolium                                 | 「STEP by STEP UP↑↑↑↑」                                              | 電視動畫《NEW GAME!!》片頭主題曲                     |
| 7月26日  | STEP by STEP UP↑↑↑↑                | fourfolium                                 | 「Runner!!」                                                         | 電視動畫《NEW GAME!!》相關歌曲                       |
| 7月26日  | JUMPin' JUMP UP!!!!                | fourfolium                                 | 「JUMPin' JUMP UP!!!!」 「」                                         | 電視動畫《NEW GAME!!》片尾主題曲                     |
| 8月23日  | VOCAL STAGE 2                      | 瀧本日富美（山口愛）                       | 「」                                                                 | 電視動畫《NEW GAME!!》相關歌曲                       |
| 10月25日 | NEW GAME!! 角色歌曲CD Rank.2       | 瀧本日富美（山口愛）                       | 「small smile」 「STEP by STEP UP↑↑↑↑」 「JUMPin' JUMP UP!!!!」 「」 | 電視動畫《NEW GAME!!》相關歌曲                       |
| 2018年   |                                    |                                            |                                                                      |                                                      |
| 1月24日  | SINGin' SING UP♪♪♪♪                | 涼風青葉（高田憂希）、瀧本日富美（山口愛） | 「Dreaming Stars」                                                   | 電視動畫《NEW GAME!!》相關歌曲                       |
| 2019年   |                                    |                                            |                                                                      |                                                      |
| 11月27日 | CUE！ 01 Single「Forever Friends」 | AiRBLUE                                    | 「」                                                                 | 遊戲《CUE！》相關歌曲                                |
| 11月27日 | CUE！ 01 Single「Forever Friends」 | Wind                                       | 「Forever Friends」                                                  | 遊戲《CUE！》相關歌曲                                |
| 2020年   |                                    |                                            |                                                                      |                                                      |
| 2月12日  | Good meal, Good life               | Wind                                       | 「Good meal, Good life」 「Steppin' Girl」 「our song」              | 遊戲《CUE！》相關歌曲                                |
| 3月25日  | beautiful tomorrow                 | AiRBLUE                                    | 「beautiful tomorrow」                                               | 遊戲《CUE！》相關歌曲                                |
| 3月25日  | beautiful tomorrow                 | Wind                                       | 「beautiful tomorrow」                                               | 遊戲《CUE！》相關歌曲                                |
| 3月25日  | 戀愛小行星 動畫原聲集              | 真中藍（山口愛）                           | 「君見星」                                                           | 電視動畫《戀愛小行星》片尾主題曲                     |

## 腳註

## 外部連結
- 向日葵劇團公式官網的團員資歷簡介 （页面存档备份，存于） （日語）
- 山口愛的X（前Twitter） （日語）
- 山口愛｜日本藝人名鑑 （页面存档备份，存于） （日語）
- 山口愛｜Talent Date Bank （页面存档备份，存于） （日語）